# Gianluca Zambrotta
Gianluca Zambrotta Ufficiale OMRI (sinh ngày 19 tháng 2 năm 1977 tại Como, Ý) là cầu thủ bóng đá Ý chơi ở vị trí hậu vệ biên.
Anh bắt đầu sự nghiệp ở vị trí tiền vệ phải, từng là một trong những hậu vệ cánh hay nhất thế giới với khả năng chơi tốt cả hai cánh, anh còn có thể chơi ở vị trí tiền vệ trụ.

## Sự nghiệp
Zambrotta bắt đầu sự nghiệp năm 1994 tại Como Calcio ở Serie B. Vị trí của anh khi đó là tiền vệ cánh phải. Mùa bóng 1996/97 do Como phải xuống hạng C buộc Zambrotta phải chuyển sang chơi cho CLB A.S. Bari. Ở Serie A "Zambro" đã chứng tỏ tài năng của mình với vai trò thủ lĩnh của Bari.
Anh chuyển sang chơi cho CLB Juventus năm 1999 với giá chuyển nhượng gần 16 triệu Euro. Mùa bóng 2002 khi hậu vệ trái Gianluca Pessotto bị chấn thương khiến huấn luyện viên của Juventus lúc đó là Marcello Lippi phải thế anh vào vị trí này. Cùng với Juventus, Zambrotta đã giành 4 danh hiệu Scudetto và 2 Siêu cúp quốc gia Ý. Năm 2003 anh đã cùng với Juve vào đến trận chung kết Champions League và chỉ thua A.C. Milan trong loạt đá luân lưu 11m.
Sau 7 năm gắn bó ở Torino, mùa bóng 2006-2007 anh cùng Lilian Thuram chuyển sang chơi cho nhà ĐKVĐ UEFA Champions League F.C. Barcelona sau khi Juve dính líu vào một vụ scandal dàn xếp tỉ số. Năm 2008, sau khi "đế chế Rijkaard" sụp đổ, Pep Guardiola lên dẫn dắt đội và Zambrotta phải chuyển sang chơi cho A.C. Milan.

## Danh hiệu
- Vô địch thế giới: 2006
- Á quân Euro: 2000
- Scudetto: 2001-2002, 2002-2003 (Juventus - 2 Scudetto 2004-2005 và 2005-2006 bị tước bởi Calciopoli), 2010-2011 (A.C. Milan)
- Siêu cúp bóng đá Ý: 2002, 2003 (Juventus), 2010-2011 (A.C. Milan)
- Cúp Intertoto: 1999